# Vices (Kick Axe)
Vices è il primo album in studio dei Kick Axe, uscito nel 1984 per l'etichetta discografica Epic/Pasha Records.

## Tracce
1. Heavy Metal Shuffle (Kick Axe) 3:15
2. Vices (Kick Axe, Proffer) 4:22
3. Stay on Top (Kick Axe) 4:06
4. Dreamin' About You (Kick Axe) 4:32
5. Maneater (Kick Axe) 3:21
6. On the Road to Rock (Kick Axe) 4:22
7. Cause for Alarm (Kick Axe) 4:38
8. Alive and Kickin' (Kick Axe) 3:50
9. All the Right Moves (Kick Axe) 4:36
10. Just Passin' Through (Kick Axe, Proffer) 4:48

Versione audiocassetta (1984 Pasha)
1. Heavy Metal Shuffle (Kick Axe) 3:15
2. Vices (Kick Axe, Proffer) 4:22
3. Stay on Top (Kick Axe) 4:06
4. Dreamin' About You (Kick Axe) 4:32
5. Maneater (Kick Axe) 3:21
6. 30 Days in the Hole (Marriott) 3:52 (Humble Pie Cover)
7. On the Road to Rock (Kick Axe) 4:22
8. Cause for Alarm (Kick Axe) 4:38
9. Alive and Kickin' (Kick Axe) 3:50
10. All the Right Moves (Kick Axe) 4:36
11. Just Passin' Through (Kick Axe, Proffer) 4:48

## Formazione
- George Criston - voce
- Raymond Arthur Harvey - chitarra, voce
- Larry Gillstrom - chitarra, voce
- Victor Langen - basso, voce
- Vice Brian Gillstrom - batteria, voce